# Eagle (Schiff, 1924)
HMS Eagle war ein Flugzeugträger der Royal Navy und das vierzehnte Schiff mit diesem Namen. Der Flugzeugträger entstand auf dem Rumpf eines von Chile bestellten Schlachtschiffs. das die Briten am 28. Februar 1918 erwarben. Am 11. August 1942 wurde die Eagle südlich von Mallorca von U 73 torpediert und sank innerhalb von vier Minuten. Dabei starben 160 Mitglieder der Besatzung.

## Geschichte
1911 bestellte die Chilenische Marine zwei Schlachtschiffe bei der Werft Armstrong Whitworth in Newcastle upon Tyne, die schon eine Reihe von Kriegsschiffen für den südamerikanischen Staat geliefert hatte, wie die Esmeralda und die O´Higgins. Das erste der Schlachtschiffe, die Almirante Latorre, wurde 1912 begonnen und befand sich beim Ausbruch des Ersten Weltkrieges bereits in der Endausrüstung. Die chilenischen Schiffe wurden 1914 nicht wie die im Bau befindlichen Neubauten anderer Staaten behandelt, sondern die Briten bemühten sich um eine einvernehmliche Regelung. So erwarb Großbritannien formal die chilenischen Neubauten für die Dauer des Krieges, um sie nach dem Kriegsende generalüberholt wieder an Chile abzugeben. So kam die Almirante Latorre 1915 als HMS Canada in den Dienst der Royal Navy. Ähnlich verfuhr man mit den vier von J. Samuel White noch nicht abgelieferten Zerstörern der Faulknor-Klasse.

### Umkonstruktion zum Flugzeugträger

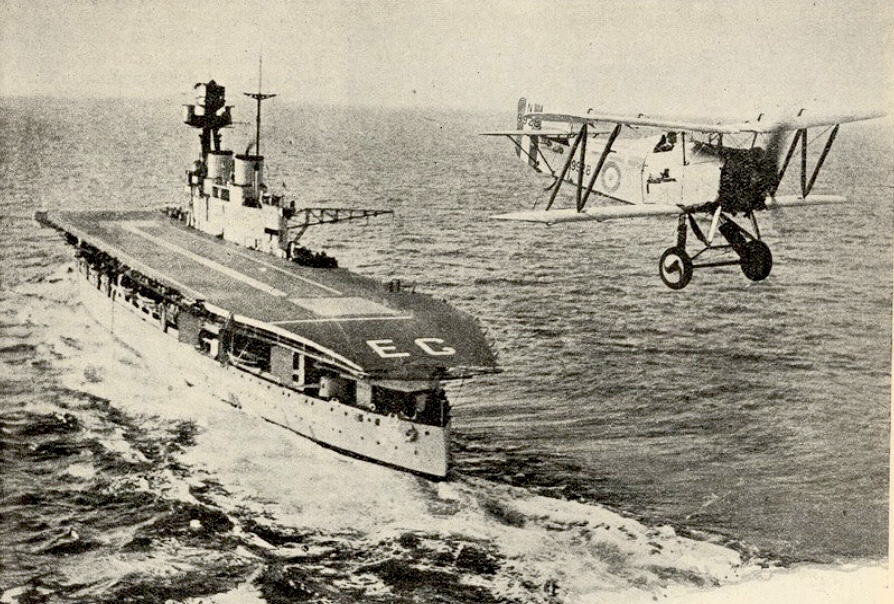
HMS Eagle

Das Schiff wurde am 24. Februar 1913 auf der Armstrong-Whitworth-Werft in Elswick auf Kiel gelegt um es später als Almirante Cochrane in der Chilenische Marine in den Dienst zu stellen. Beim Ausbruch des Krieges wurden die noch nicht sehr weit fortgeschrittenen Arbeiten jedoch eingestellt, da alle Kapazitäten für die Kriegsanstrengungen Großbritanniens benötigt wurden.
Ab 1917 hatte die Royal Navy entschieden, Flugzeuge von Schiffen starten zu lassen. Im Zuge dieser Überlegungen entschied sich die Admiralität, den Rumpf des unfertigen zweiten chilenischen Schlachtschiffes für 1,3 Millionen Pfund Sterling zu erwerben, um aus ihm einen Träger mit einem durchgehenden Flugdeck zu bauen. Der Umbau wurde am 25. Januar 1918 geordert und im März wurde der zukünftige Name des Schiffes auf Eagle geändert. Am 8. Juni 1918 lief der künftige Flugzeugträger mit einigen Modifikationen am Rumpf nach den Erfahrungen mit dem Schwesterschiff Canada vom Stapel. Das Flugdeck aus Stahl bildete die Decke des Hangars und setzte sich zum Bug wie zum Heck auf Stelzen und Streben fort.
Beim Ende des Krieges wurden die Bauarbeiten jedoch weitgehend eingestellt und erst im Frühjahr 1919 wieder aufgenommen, um im Oktober erneut eingestellt zu werden, da man erwog, das Schiff doch an Chile abzugeben. Die Befürworter eines auf einem Kriegsschiff basierenden Flugzeugträgers setzten sich aber durch, zumal die Kosten einer Fertigstellung als Schlachtschiff erheblich den mit Chile vereinbarten Preis übersteigen würde und Chile auch geringes Interesse an einem zweiten Schlachtschiff hatte. Die Admiralität entschied sich jedoch zu einer Fertigstellung auf der Marinewerft in Portsmouth.

#### Erste Tests als Träger

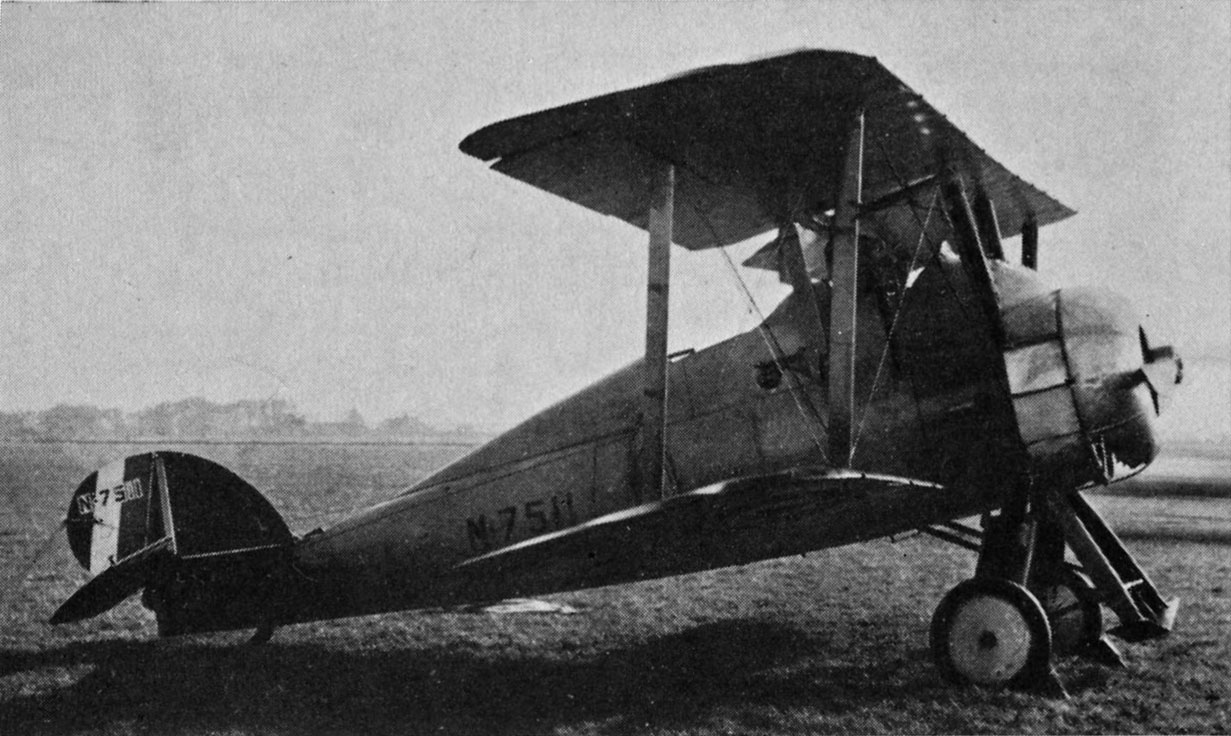
Jagdflugzeug Parnall Panther

Am 28. Mai begannen die ersten Test mit Flugzeugen, erst im Hafen, dann vor Portsmouth und schließlich auch noch um Scapa Flow. Zum Einsatz kam eine Vielzahl unterschiedlicher Flugzeuge wie Sopwith 2F1 Camel, Parnall Panther, Bristol F.2B, Sopwith Cuckoo, de Havilland D.H.9 und D.H.9A. Bis Ende Oktober 1920 wurden über 140 Deckslandungen durchgeführt, bei denen es zu zwölf kleineren Unfällen kam. Jedoch wurde niemand verletzt und auch keine Maschine zerstört. Nach dem Ende der Tests wurde die Eagle am 16. November 1920 wieder außer Dienst gestellt.

#### Fertigstellung
Bis zur endgültigen Fertigstellung am 24. März 1921 wurden viele der ursprünglichen Ideen verworfen, wie die Idee mit zwei seitlichen Inseln verbunden durch eine Brücke über den Flugzeugen. Das Schiff erhielt eine Insel mit Brücke und zwei Schornsteinen an Steuerbord, die aus Platzgründen nicht so strömungstechnisch optimiert werden konnte, wie es nach Strömungskanalversuchen wünschenswert gewesen wäre. Vor dem Inselaufbau stand ein Dreibeinmast mit dem Kommandostand. Der Rumpf wurde durch einen zusätzlich installierten Torpedowulst geschützt.

### Zwischenkriegszeit

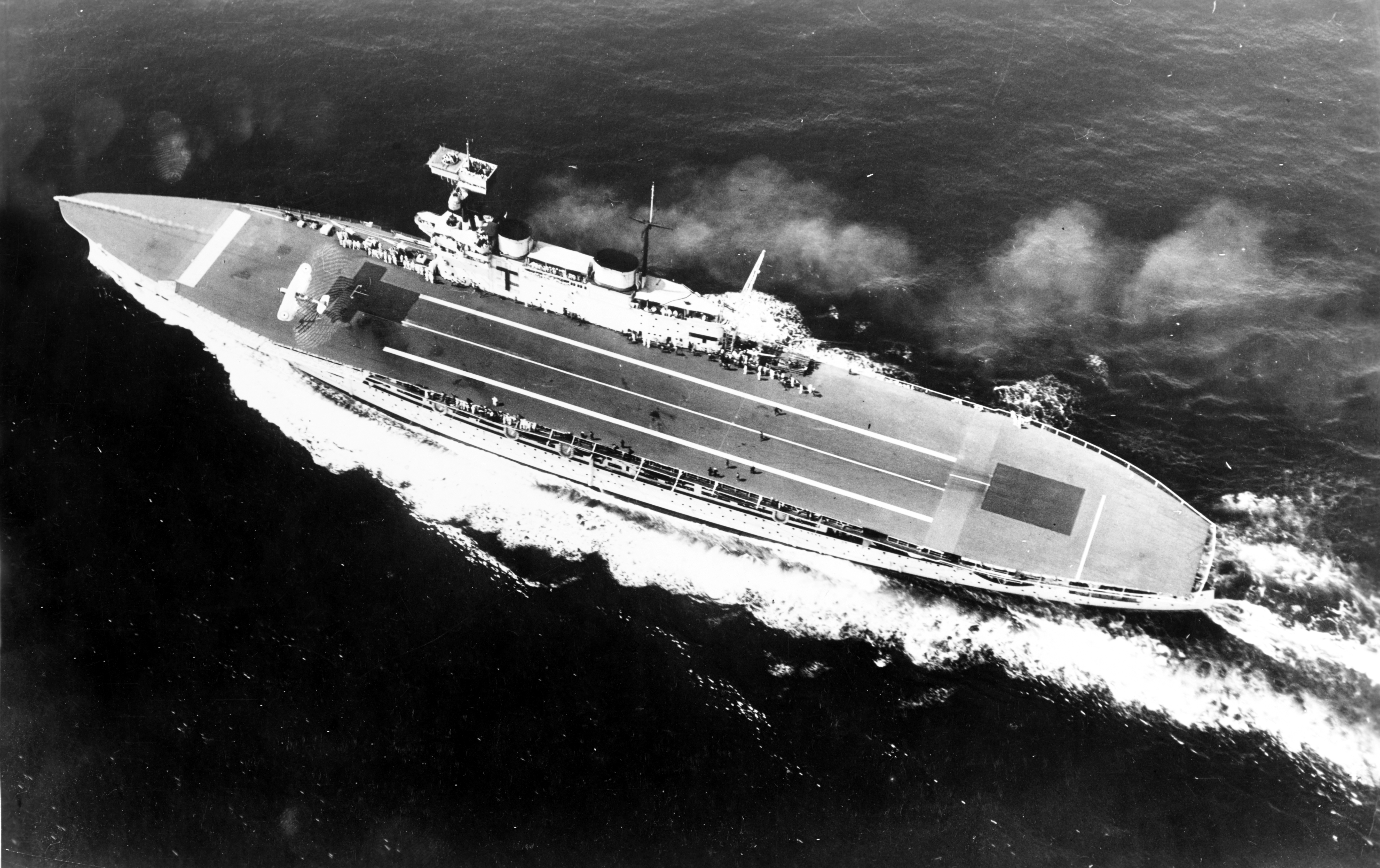
HMS Eagle 1931

Nachdem die Eagle von September 1923 bis zum 20. Februar 1924 sämtliche Probefahrten erfolgreich abgeschlossen hatte, wurde das Schiff am 26. Februar für den Einsatz in der Mittelmeerflotte in Dienst gestellt. Am 7. Juni traf die Eagle im Mittelmeer ein, wo sie die Ark Royal ersetzte. An Bord der Eagle befanden sich 24 Flugzeuge des Fleet Air Arm der Royal Air Force. Diese waren in vier Schwärmen von je sechs Maschinen eingeteilt: No 402 mit Flycatcher-Jagdflugzeugen, No 422 mit Blackburn-Aufklärern, No 460  mit Dart-Torpedobombern und No 440  mit Seagull-II-Amphibienflugzeugen zur Aufklärung und Unterstützung der Flotte.

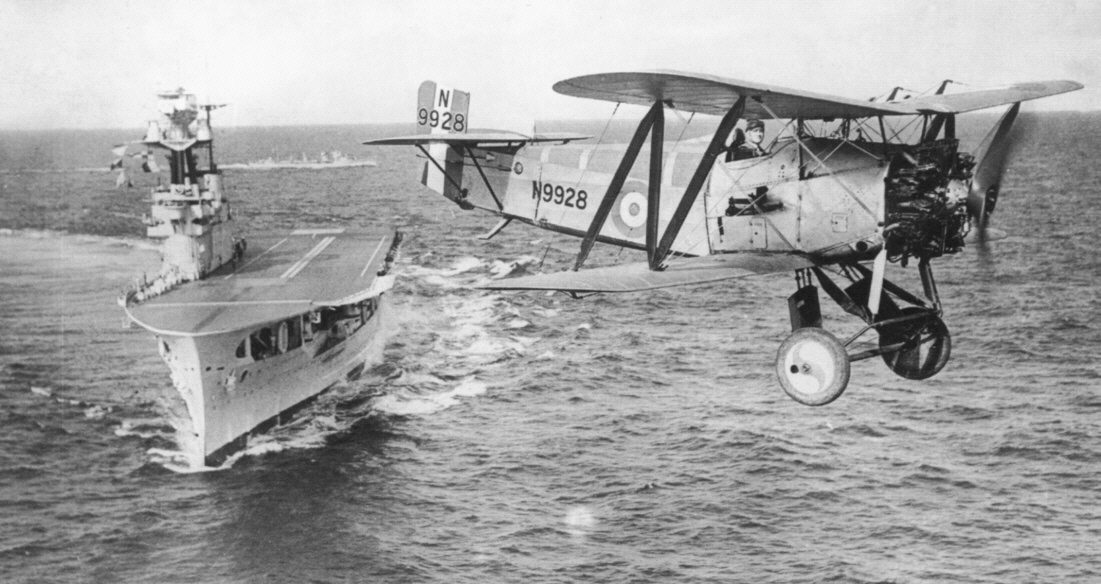
Flycatcher vor der Hermes.
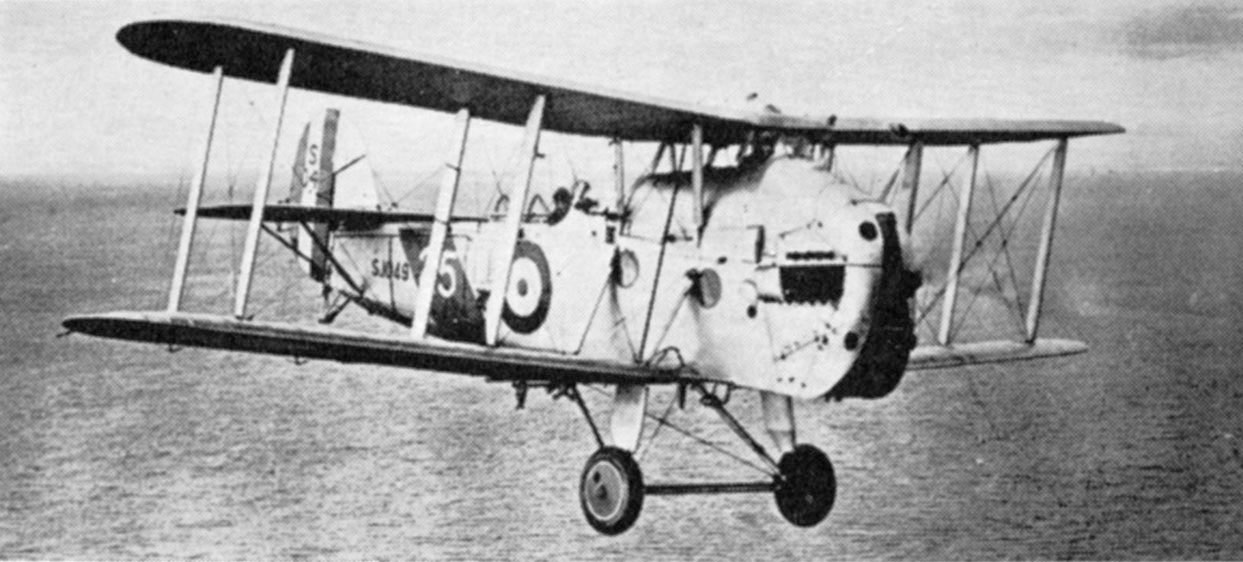
Blackburn-Aufklärer
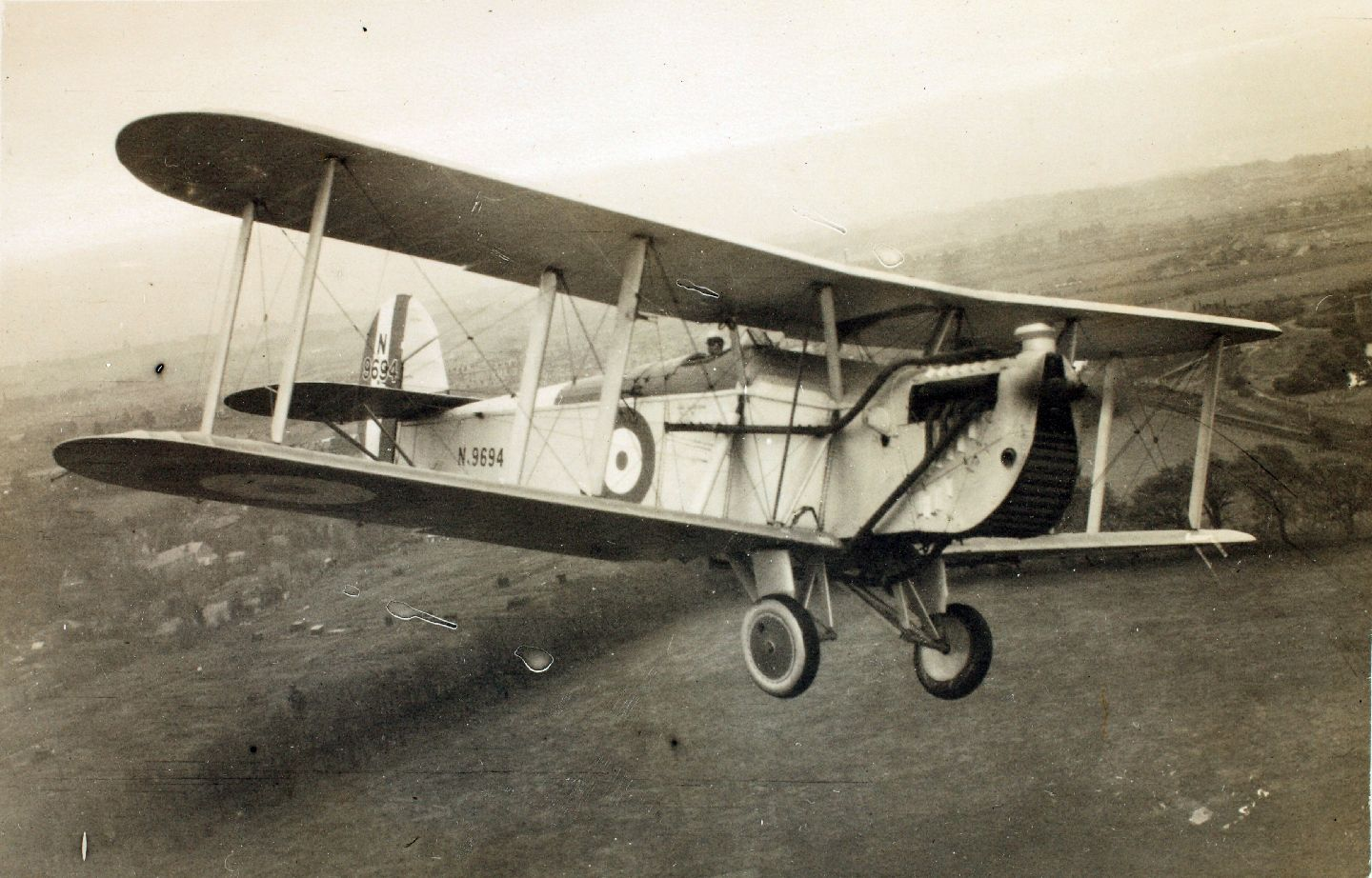
Dart-Torpedobomber
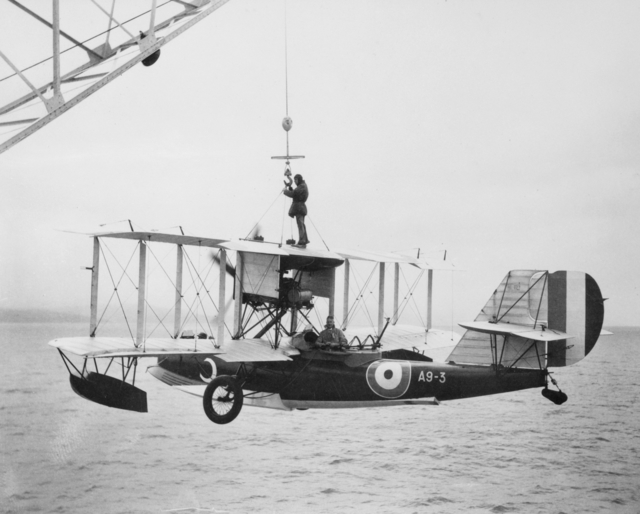
Australische Seagull

Während dieser Zeit blieben der 402. Schwarm mit Flycatcher-Jagdflugzeugen und der 460. Schwarm mit Dart-Torpedobombern unverändert. Die Ausstattung der Aufklärer wurde jedoch verändert. Zuerst wurden die nicht befriedigenden Seagulls durch Fairey IIID ersetzt, die als Rad- und Schwimmerflugzeuge eingesetzt werden konnten. 1929 erhielt der 440. Schwarm dann Fairey IIIF. Der 422. Schwarm wurde 1925 durch Schwarm No 421B mit sechs Avro Bison ersetzt. Zum zweiten Einsatz im Mittelmeer wurde dessen Position vom 448. Schwarm ebenfalls mit Bison eingenommen, die 1929 auch durch Fairey-IIIF-Aufklärer ersetzt wurden. Am 8. Januar 1931 verließ der Flugzeugträger Malta, um in Portsmouth ein Sondergeschwader einzuschiffen, das aus den neuesten britischen Marineflugzeugen (Hawker-Nimrod- und Osprey-Jagdflugzeuge, Blackburn-Ripon-Torpedobomber, Fairey-Seal-Aufklärer) gebildet wurde. Mit diesen Maschinen an Bord lief die Eagle begleitet vom Zerstörer Achates nach Buenos Aires, um am 14. März 1931 an der Eröffnung der „British Empire Trade Exhibition“ durch den Prince of Wales Eduard teilzunehmen. Die Eagle demonstrierte die neuen Modelle und die eigenen Maschinen in Buenos Aires, Montevideo und Rio de Janeiro.

Im August 1931 wurde der aus dem Mittelmeer zurückkehrende Flugzeugträger in Devonport außer Dienst gestellt, um „modernisiert“ zu werden. Hauptgrund für eine längere Instandsetzung waren allerdings die Kessel des Schiffes, die alle getauscht werden mussten. Auch war eine Verstärkung der Heckkonstruktion notwendig. Dazu wurden die Besatzungsräume umgebaut und boten jetzt Platz für 753 Angehörige der Royal Navy und 235 der Royal Air Force. Auch die Belüftung der Wohn- und Arbeitsräume wurde verbessert. Die Flak-Bewaffnung wurde verändert. Das 102-mm-Geschütz zwischen den Schornsteinen wurde durch eine neue Achtfach-„Pom-Pom“ ersetzt. Der geplante Einbau einer zweiten derartigen Waffe unterblieb, da ein zweites Geschütz nicht rechtzeitig lieferbar war. Dazu kam erstmals der Prototyp eines schweren Vierfach-MG der Bauart Vickers zu Einbau. Für die Flakgeschütze kam auch noch eine neue Feuerleitanlage an Bord. Auch wurde die Sicherheitseinrichtung durch eine Schaumlöschanlage für das Flugdeck weiter verbessert. Die Bauarbeiten wurden im Herbst 1932 abgeschlossen und der Flugzeugträger am 9. Januar 1933 erneut in Dienst gestellt. Er sollte in den Fernen Osten verlegen und dort den Träger Hermes ablösen. Als Einsatzflugzeuge kamen neun Hawker Osprey der „No.803 Squadron“ und neun Fairey IIIF der „No.824 Squadron“ an Bord. Die neuen Staffeln waren aus No 409 bzw. No 460 Flight entstanden.

### Zweiter Weltkrieg
Beim Ausbruch des Zweiten Weltkrieges lag die Eagle in Singapur, wo sie überholt wurde. Nach dem Abschluss der Arbeiten stach die Eagle zusammen mit dem Leichten Kreuzer Birmingham und dem Zerstörer Daring in See, um nach deutschen Handelsschiffen zu suchen. Am 10. September traf sie in Colombo, Ceylon, ein wo sie bis zum 5. Oktober zwischen der Westküste Indiens und den Malediven auf der Suche nach deutschen Schiffen patrouillierte. Danach wurde die Eagle zusammen mit den schweren Kreuzern Cornwall und Dorsetshire der Force I zugeteilt, mit der sie Jagd auf das deutsche Panzerschiff Admiral Graf Spee machte. In den folgenden Monaten eskortierte sie Truppentransporter im Indischen Ozean, bis sie am 14. März 1940 durch eine innere Explosion im vorderen Bombenmagazin beschädigt wurde. Die Explosion breitete sich durch den Backbord-Bombenaufzug nach oben aus und entzündete die Tragfläche eines im Hangar untergebrachten Swordfish. Mit Ausnahme von vier Flugzeugen wurden beim Löschen alle Maschinen durch das Salzwassersprühsystem beschädigt.

### Mittelmeer
Aufgrund der drohenden Gefahr eines Kriegeintritts von Italien wurde die Eagle im Mai 1940 zur Mittelmeerflotte unter dem Kommando von Admiral Cunningham abkommandiert, wo sie an Versorgungsoperationen für Malta teilnahm.
Am 5. Juli versenkten ihre Swordfish-Bomber bei einem Angriff auf den Hafen von Tobruk den italienischen Zerstörer Zeffiro und zwei Handelsschiffe, ein drittes Handelsschiff wurde beschädigt und musste später aufgegeben werden. Vier Tage später, am 9. Juli 1940, beteiligte sie sich als Teil der Force C von Vizeadmiral Henry Pridham-Wippell an der Seeschlacht bei Punta Stilo. Während der Schlacht, die unentschieden endete, konnte keine der Staffeln der Eagle einen Treffer auf italienische Schiffe erzielen, der Träger wurde jedoch selbst mehrmals getroffen. Am Abend des 10. Juli griffen neun Fairey Swordfish der 824. Staffel den Hafen von Augusta in Sizilien an und versenkten den Zerstörer Leone Pancaldo. Auf dem Rückweg nach Alexandria wurde sie von der italienischen Luftwaffe heftig attackiert. Die angreifenden Bomber erzielten zwar keine Volltreffer, aber mehrere Nahtreffer führten zu strukturellen Schäden am Schiff. Diese blieben aber zuerst unentdeckt, so dass die Eagle am 20. Juli erneut den Hafen von Tobruk angriff, wobei ihre Bomber die Zerstörer der Turbine-Klasse Ostro und Nembo sowie ein Handelsschiff versenkten. Am 22. August versenkten ihre Flugzeuge das italienische U-Boot Iride der Perla-Klasse und ein Depotschiff im Golf von Bomba.
Mit dem Beginn von Operation Hats am 29. August 1941 vereinigte sich die Mittelmeerflotte, bestehend aus der Eagle und den Schlachtschiffen Malaya, Warspite, dem 3. und 7. Kreuzergeschwader sowie 13 Zerstörern mit Force F, bestehend aus der Valiant, der Illustrious und den Kreuzern Calcutta und Coventry, um Konvoi MF.2, bestehend aus drei Frachtern mit (36.000 t) Nachschub, darunter Verstärkung und Munition, nach Malta zu geleiten. Bei ihrer Rückkehr teilte Cunningham seine Flotte in Force E, bestehend aus der Malaya, der Eagle, der Coventry und sechs Zerstörern und Force I, bestehend aus der Warspite, der Valiant, der Illustrious der Calcutta und den restlichen Zerstörern. Force E sollte sich von Süden her Kreta nähern und Force I eine Position nordöstlich bei Dodekanes einnehmen. Dort sollten sie einige Tage lang patrouillieren, in der Hoffnung, die italienische Marine abzufangen, falls sie die italienische Armee bei ihrer Invasion in Griechenland unterstützte. Zwar konnten Einheiten der Eagle und der Illustrious den Flugplatz von Maritza auf Rhodos angreifen, doch kam es zu keinem weiteren Kontakt. Vom 8. bis zum 14. Oktober begleitete die Eagle Konvoi MF.3 von Alexandria nach Malta und Konvoi ME.4 und AS.4 von Malta und Griechenland nach Alexandria.
Am 25. Oktober stach die Eagle von Alexandria aus nach Port Said in See und geleitete Konvoi AN.5 von dort nach Piraeus.
Anschließend sollte sie am 21. Oktober am Angriff auf Tarent teilnehmen, dazwischen fielen jedoch die strukturellen Schäden auf, die sich inzwischen verschlimmert hatten, weshalb sie in Alexandria repariert werden musste. Trotz einer Verschiebung des Angriffs auf den 11. November, die durch einen kleineren Schaden an der Illustrious notwendig geworden war, konnte die Eagle nicht teilnehmen. Einige ihrer Bomber wurden auf die Illustrious verlegt und flogen den Angriff von dort aus mit. In den folgenden sechs Monaten schützte die Eagle Konvois im östlichen Mittelmeer, ihre Flugzeuge griffen italienische Flugplätze und Schiffe an. Im März 1941 wurde sie nach Freetown verlegt, um im Südatlantik gegen deutsche Blockadebrecher, Hilfskreuzer und Langstrecken-U-Boote zu operieren. Während der Verlegung durch das Rote Meer und um die Südspitze Afrikas starteten ihre Flugzeuge von Port Sudan aus zu Einsätzen gegen italienische Schiffe im Roten Meer und Massaua.
Während ihrer bis Oktober dauernden Einsatzzeit im Südatlantik trugen ihre Flugzeuge zur Versenkung des deutschen Blockadebrechers Elbe und der Kaperung des U-Boot-Versorgers Lothringen (ex niederländische Papendrecht) bei. Danach kehrte die Eagle nach Großbritannien zurück, wo sie einer Generalüberholung unterzogen wurde.

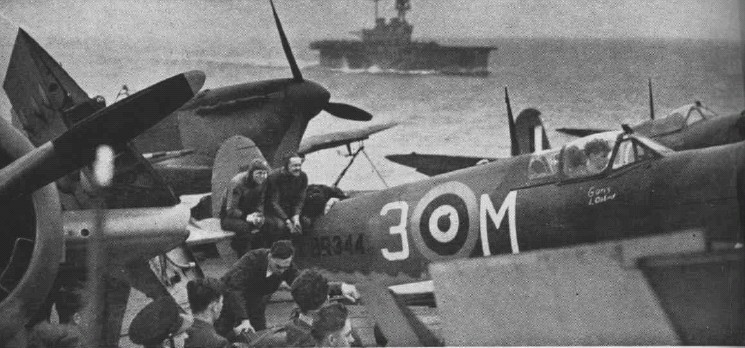
Die Eagle vom Deck der Wasp aus gesehen

#### Force H
Im Februar 1942 wurde die Eagle der Force H zugeteilt, die von Gibraltar aus im westlichen Mittelmeer operierte. Bis zum Juni starteten von ihr viermal Jagdflugzeuge nach Malta von einer Position südlich der Balearen. Während der Operation Harpoon zur Versorgung Maltas gab der Träger dem britischen Konvoi auf dem Weg nach Malta vom 12. bis zum 16. Juni 1942 Luftunterstützung mit Sea Hurricanes.

### Das Ende derEagle

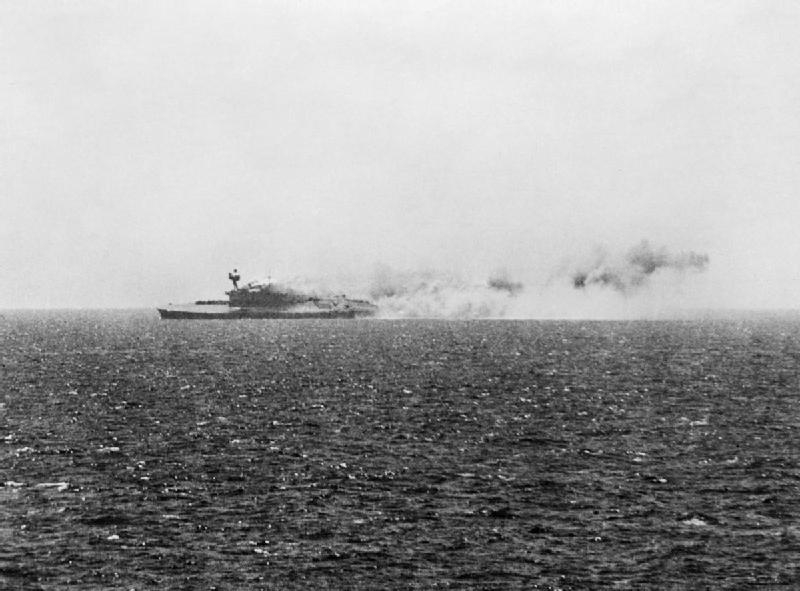
Die Eagle sinkt nach Torpedotreffer

Während die Eagle am frühen Nachmittag des 11. August 1942 zusammen mit den Trägern Victorious und Indomitable die Operation Pedestal deckte, wurde die Eagle von vier Torpedos von U 73 unter dem Kommando von Helmut Rosenbaum getroffen und sank innerhalb von vier Minuten 70 Seemeilen (130 km) südlich von Kap Salinas auf der Position 38°3′0″N 3°1′12″O. 160 Besatzungsmitglieder kamen dabei ums Leben, 927 wurden von den britischen Zerstörern Laforey und Lookout gerettet.

## Technik

### Schiffsmaße
Die Eagle hatte eine Gesamtlänge von 203,45 m, und eine Länge zwischen den Loten von 191,13 m. Das Schiff hatte eine Breite von 32,06 m und einen Tiefgang von 6,63 m bis maximal 8,08 m. Die Verdrängung lag zwischen 21.630tn.l. und 26.000 tn.l. Das Flugdeck bedeckte den gesamten Schiffskörper und lief am Bug spitz zu. Der darunter befindliche Hangar war 122 m lang und 7 m hoch.

### Antrieb
Die Eagle  war mit vier Brown-Curtis-Dampfturbinen ausgestattet, die jeweils eine Welle antrieben und insgesamt 50.000 Shp (36.750 kW) entwickelten, mit der sie eine Höchstgeschwindigkeit von 22,5 Knoten (42 km/h) erreichte. Der Dampf wurde von zweiunddreißig Yarrow-Kesseln geliefert. Das Schiff konnte maximal 3.200 tn.l. Kohle bzw. 1750 tn.l. Heizöl mitführen, was ihm bei 16 Knoten (30 km/h) eine Reichweite von 4.800 Seemeilen (8.900 km) ermöglichte. Die Besatzung des Schiffes bestand aus 950 Offizieren und Mannschaft.

### Bewaffnung
Die Bewaffnung bestand aus neun 152-mm-Kanonen, von denen sich jeweils drei an Back und Steuerbord und drei weitere am Heck des Schiffes jeweils auf dem Hauptdeck befanden. Die Geschütze waren auf Mk-PXII*-Lafetten mit einem Seitenrichtbereich von −80 bis +80 Grad montiert. Die Kanonen selbst wogen 8,8 t und hatten bei einer maximalen Elevation von 20° und einer Mündungsgeschwindigkeit von 885 m/s eine Reichweite von 14.800 m. Sie verschossen 45,3 kg schwere Granaten mit einer Kadenz von etwa vier Schuss pro Minute. Zur Flugabwehr waren fünf 102-mm-Schnellfeuergeschütze an Steuerbord installiert, von denen sich zwei vor, zwei auf und eines hinter den Aufbauten befand.

### Panzerung
Die Eagle hatte einen Panzergürtel aus Krupp-Zementstahl. Er war etwa 103 m lang und endete in 102 mm dicken Querschotten. Er war mittschiffs 115 mm dick und verjüngte sich nach vorn und achtern auf 25 mm. Das Schiff hatte zwei gepanzerte Decks mit einer Dicke von 25 bis 38 mm.